# Physocleora dardusa
Physocleora dardusa är en fjärilsart som beskrevs av William Schaus 1901. Physocleora dardusa ingår i släktet Physocleora och familjen mätare. Inga underarter finns listade i Catalogue of Life.